# Aaron Elkins
Aaron Elkins (24 luglio 1935) è uno scrittore statunitense di libri gialli.
Famoso per i suoi romanzi che vedono come protagonista Gideon Oliver, un antropologo forense. Il suo quarto romanzo con Gideon, Old Bones, ha ricevuto nel 1988 l'Edgar Award per il miglior romanzo giallo. Altri suoi romanzi hanno per protagonista Chris Norgren, curatore di un museo. Il suo terzo romanzo del 1993 Old Scores vince nel 1994 il Premio Nero Wolfe. Ha scritto romanzi anche assieme alla moglie Charlotte Elkins.
Il romanzo Good Blood, non ancora tradotto in italiano, è stato ambientato in Italia, precisamente a Stresa sul Lago Maggiore, dove lo scrittore aveva soggiornato qualche settimana per documentarsi. Alcuni romanzi sono stati tradotti in italiano e pubblicati da Mondadori.

## Opere

### Romanzi con Gideon Oliver
- Fellowship of Fear (1982)
- The Dark Place (1983)
- Murder in the Queen's Armes (1985)
- Old Bones (1987)
- Curses! (1989)
- Gelo mortale per Gideon Oliver (Icy Clutches) (1990) - Il Giallo Mondadori n.2338
- Morsa di ghiaccio (Make No Bones) (1991) - Il Giallo Mondadori n.2300
- Dead Men's Hearts (1994)
- Twenty Blue Devils (1997)
- La danza degli scheletri (Skeleton Dance) (2000) - Il Giallo Mondadori n.2753
- Good Blood (2004)
- Testamento che scotta (Where There's a Will) (2005) - Il Giallo Mondadori n. 2965
- Unnatural Selection (2006)

### Romanzi con Chris Norgren
- A Deceptive Clarity (1987)
- A Glancing Light (1991)
- Old Scores (1993)

### Romanzi con Lee Ofsted (con Charlotte Elkins)
- A Wicked Slice (1989)
- Rotten Lies (1995)
- Nasty Breaks (1997)
- On the Fringe (2005)

### Altri romanzi
- Loot (1999)
- Turncoat (2002)